# Psiquídeos
Psiquídeos (Psychidae) é uma família de insectos da ordem Lepidoptera, comumente conhecidas como "bichos-cesto".

## Distribuição
As espécies ocorrem em todo o mundo, mas a maioria se encontra na área paleártica e afrotropical.
A distribuição foi verificada para a fauna de Psychidae: 514 espécies na região paleártica (37%); 309 na região Afrotropical (22%); 229 na região oriental (16%); 81 na região Neotropical (6%); 26 na região Neártica (2%).

## Descrição
As larvas dessa família têm a característica de construir envoltórios protetores de matéria vegetal e detritos, os cestos que deu origem ao seu nome comum. A maioria das espécies se alimenta de plantas, mas pelo menos um gênero (Dahlica) se alimenta de líquens e detritos.
Em muitas espécies, apenas os machos adultos apresentam a forma de mariposa (alados), podendo ter uma envergadura de 4 a 60 mm, enquanto as fêmeas adultas são neotênicas, ou seja, permanecem com a morfologia da larva e mantêm o cesto.

## Subfamílias
- Arrhenophaninae
- Epichnopteriginae
- Lypusinae
- Metisinae
- Naryciinae
- Oiketicinae
- Placodominae
- Pseudarbelinae
- Psychinae
- Scoriodytinae
- Taleporiinae
- Typhoniinae

## Galeria

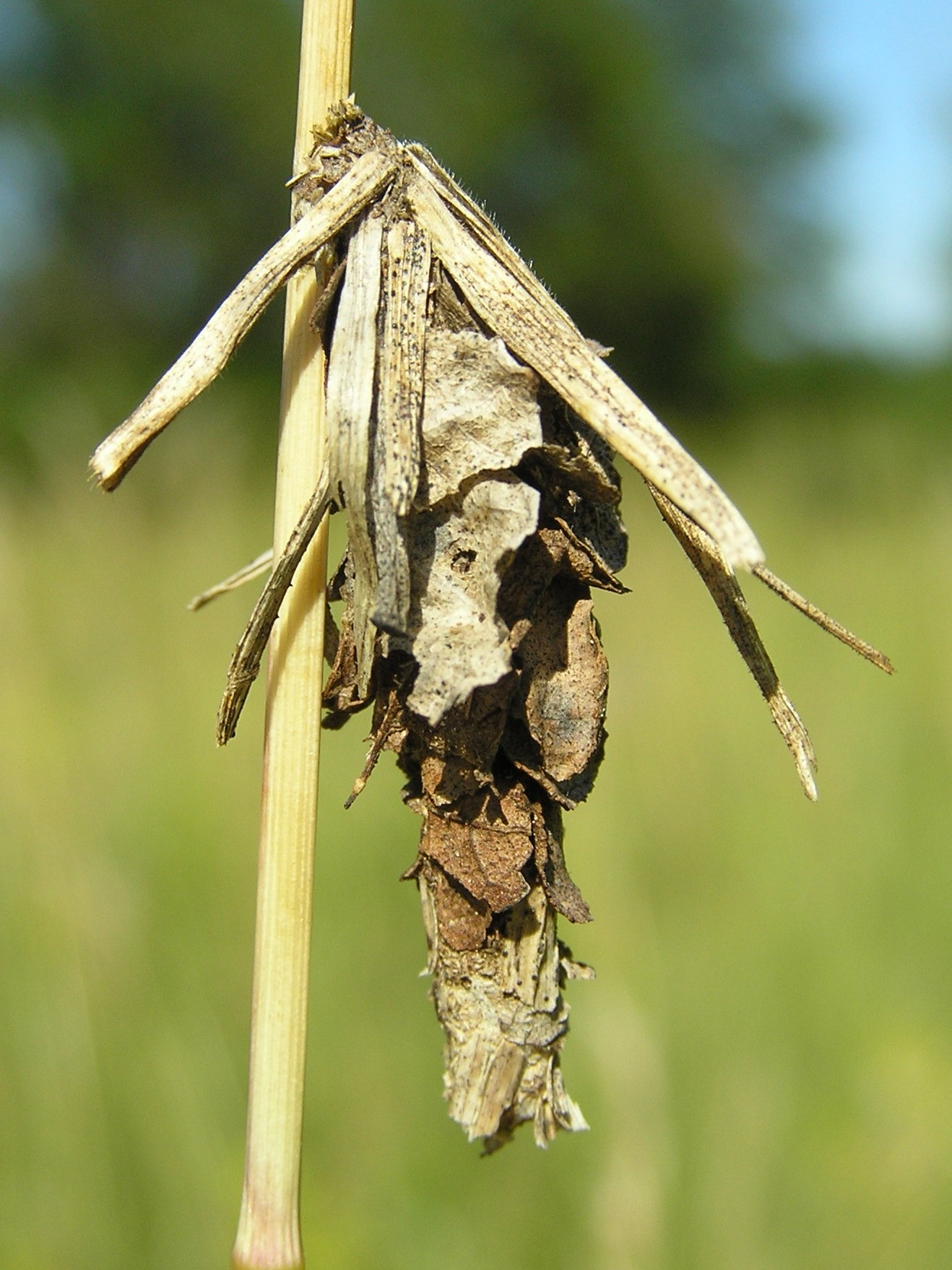
Canephora hirsuta
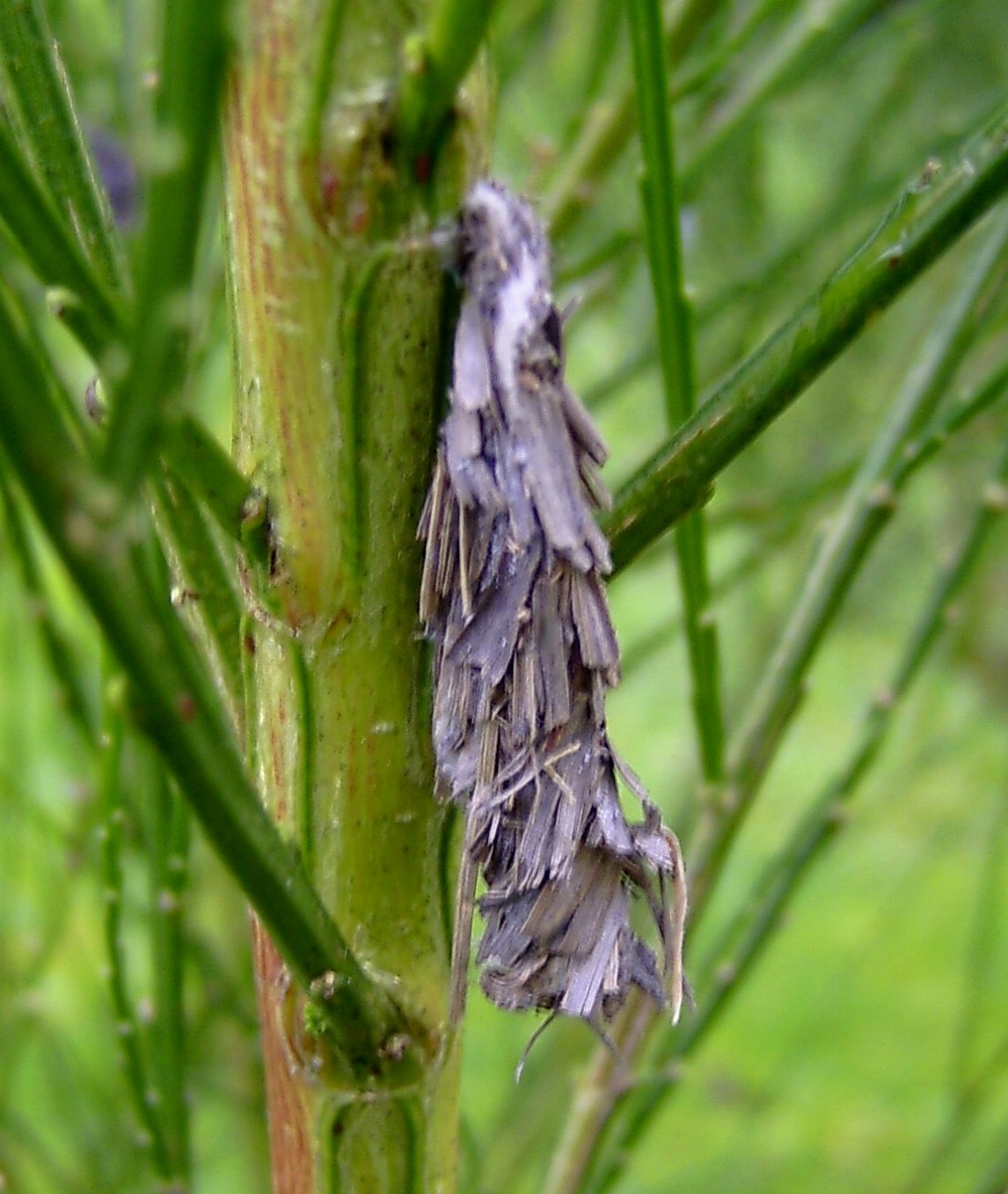
Pachythelia villosella
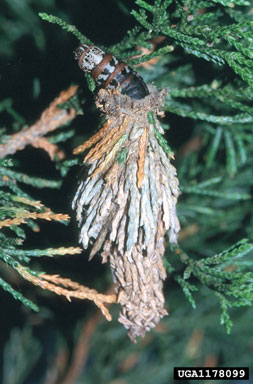
Thyridopteryx ephemeraeformis
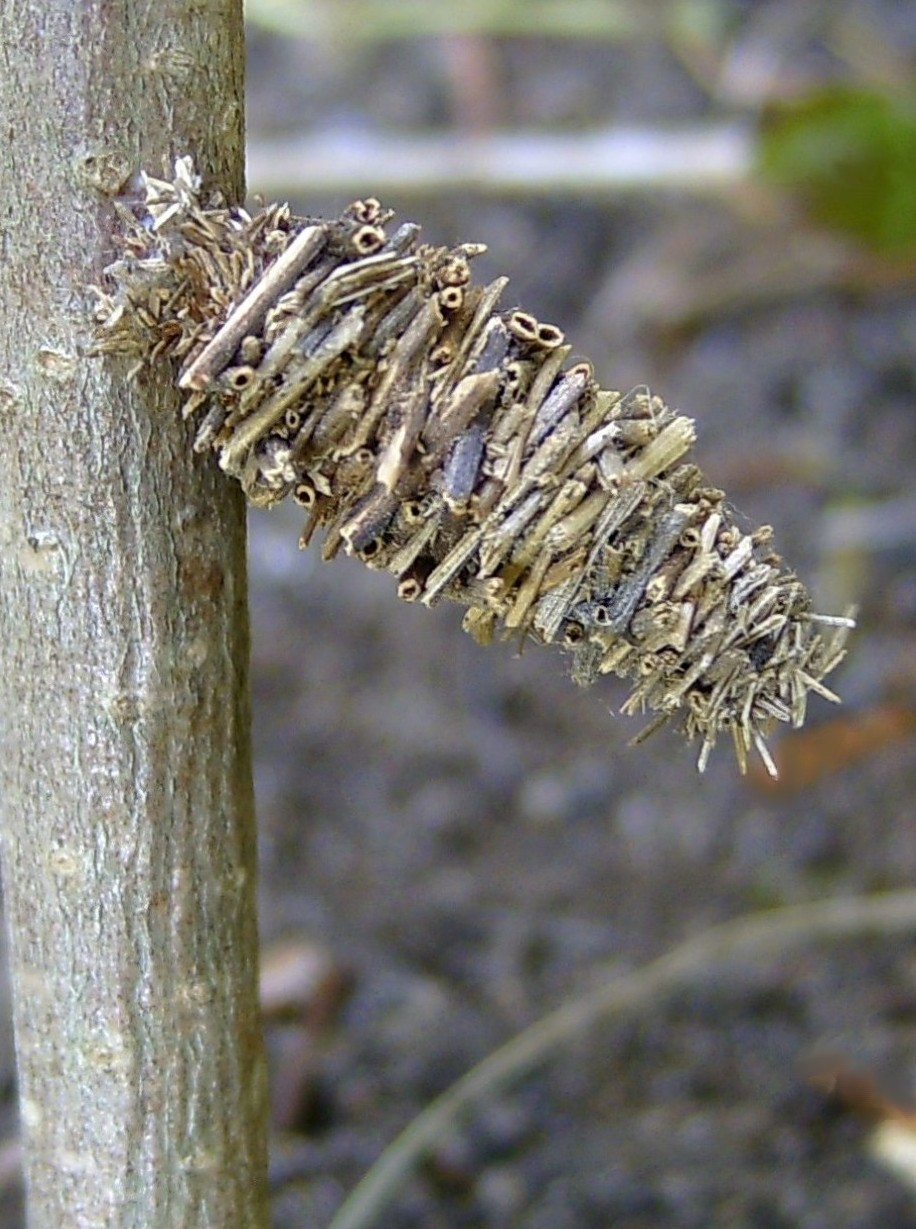
Megalophanes viciella
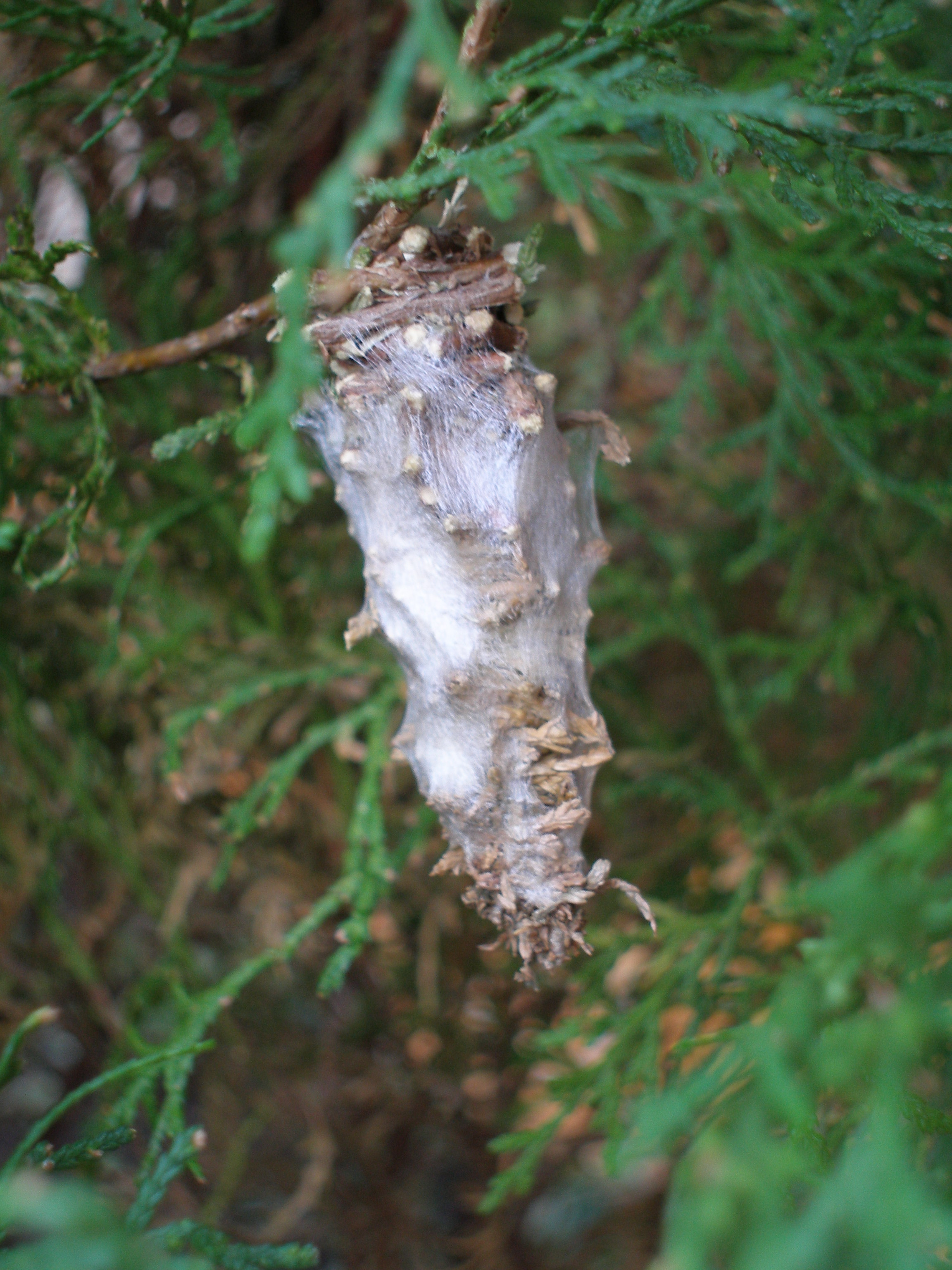
Oiketicus kirbyi
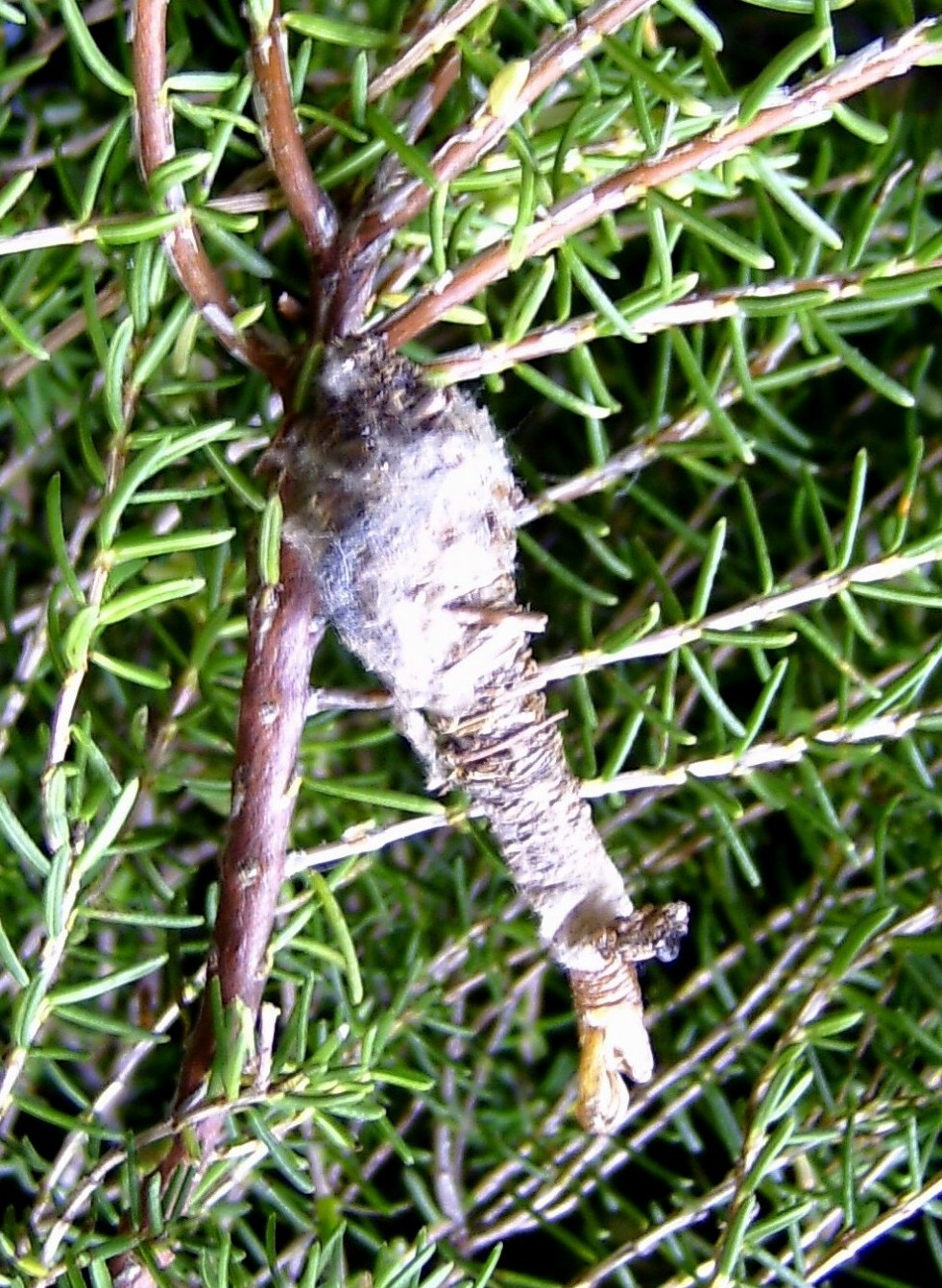
Phalacropterix graslinella
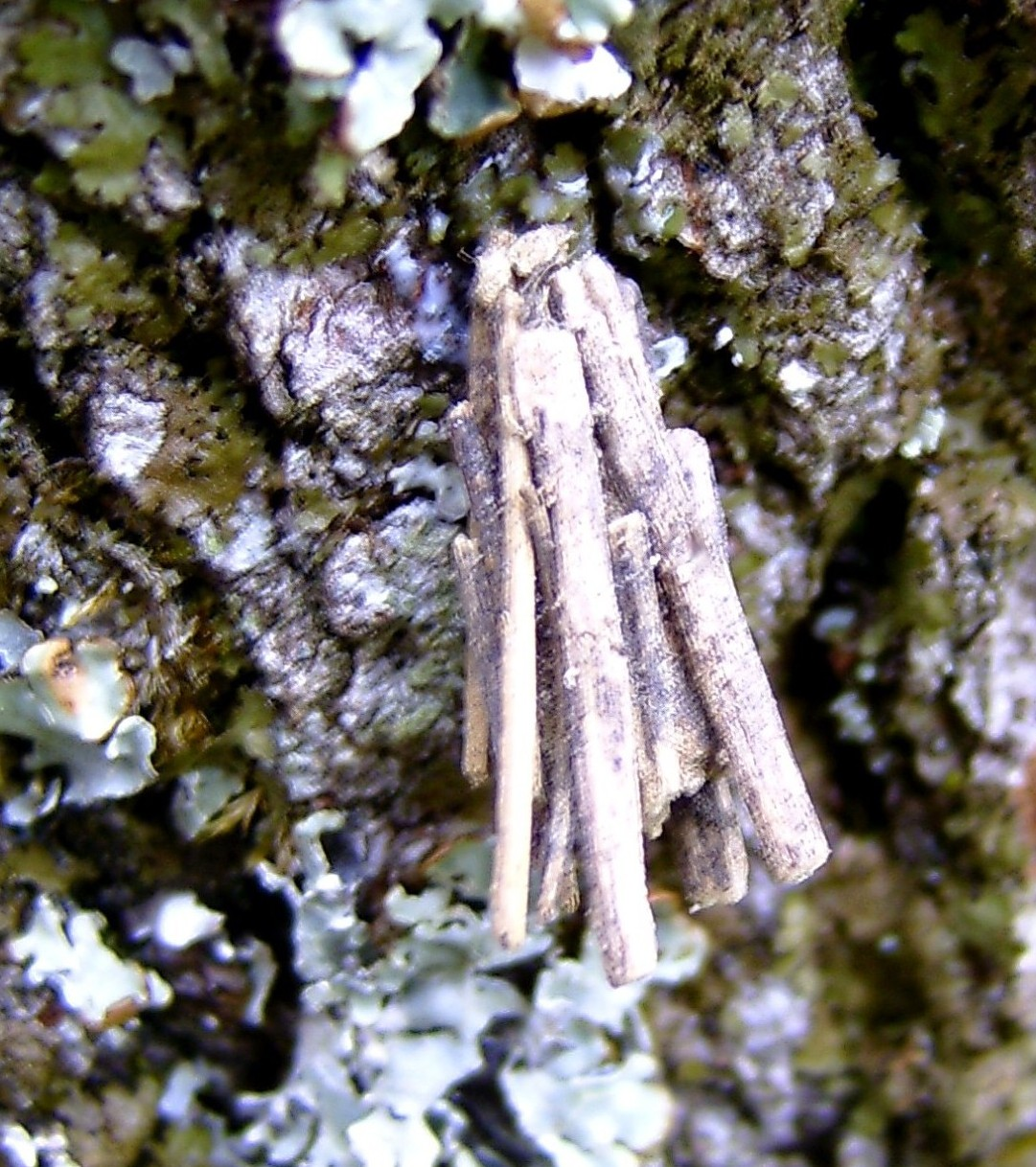
Psyche crassiorella
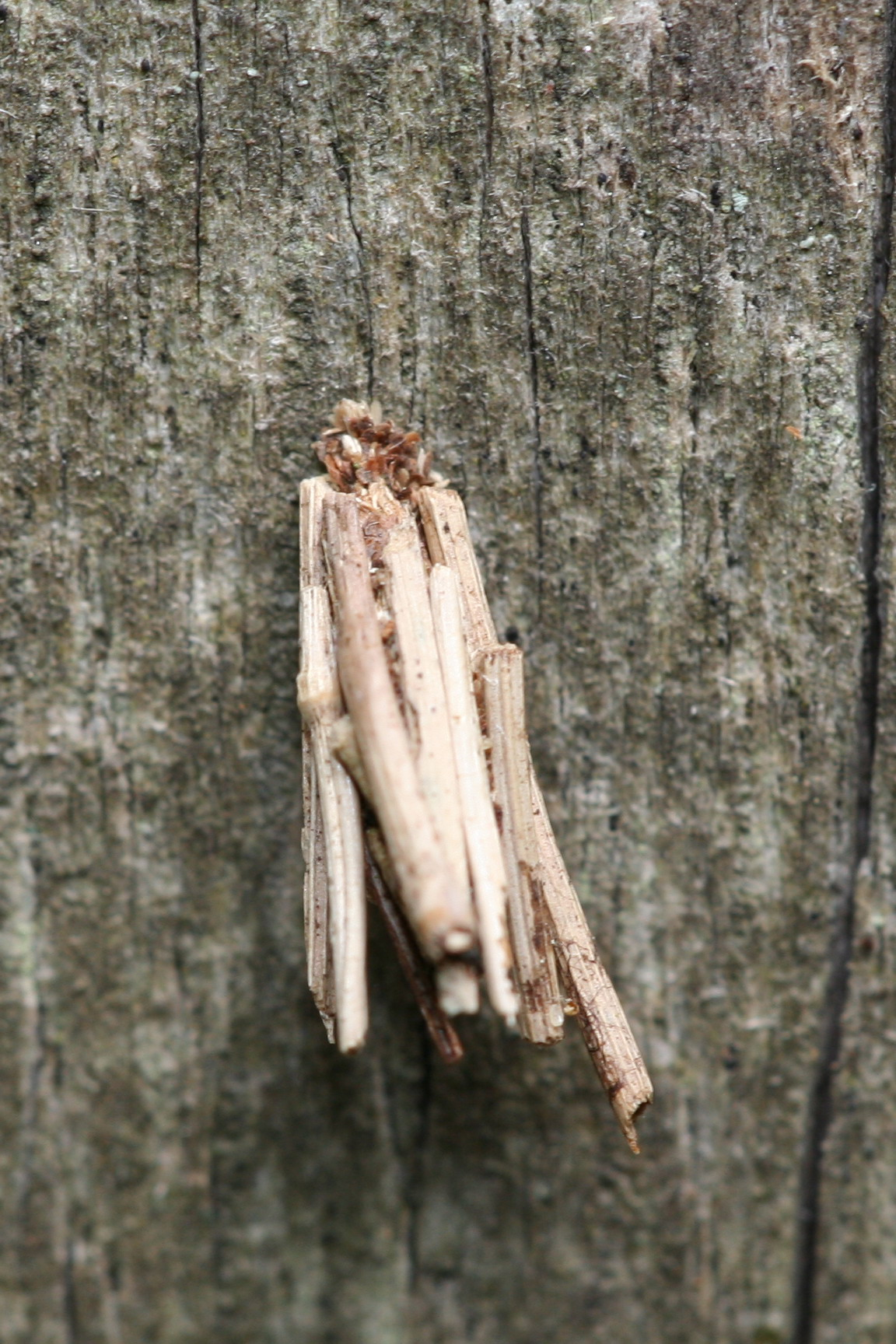
Psyche casta
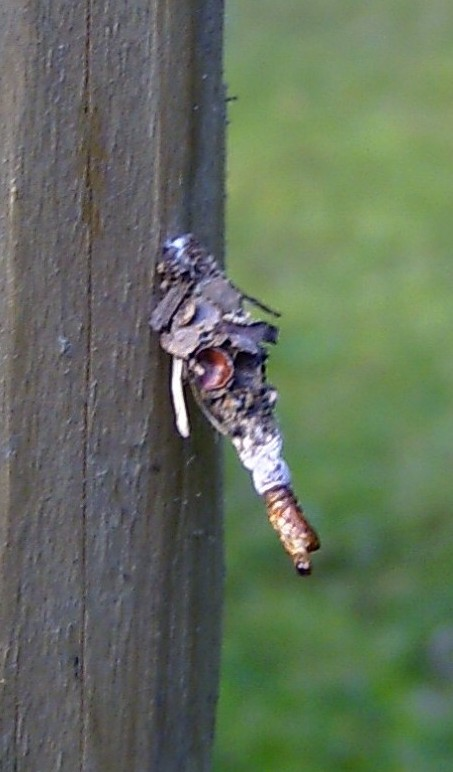
Sterrhopterix fusca
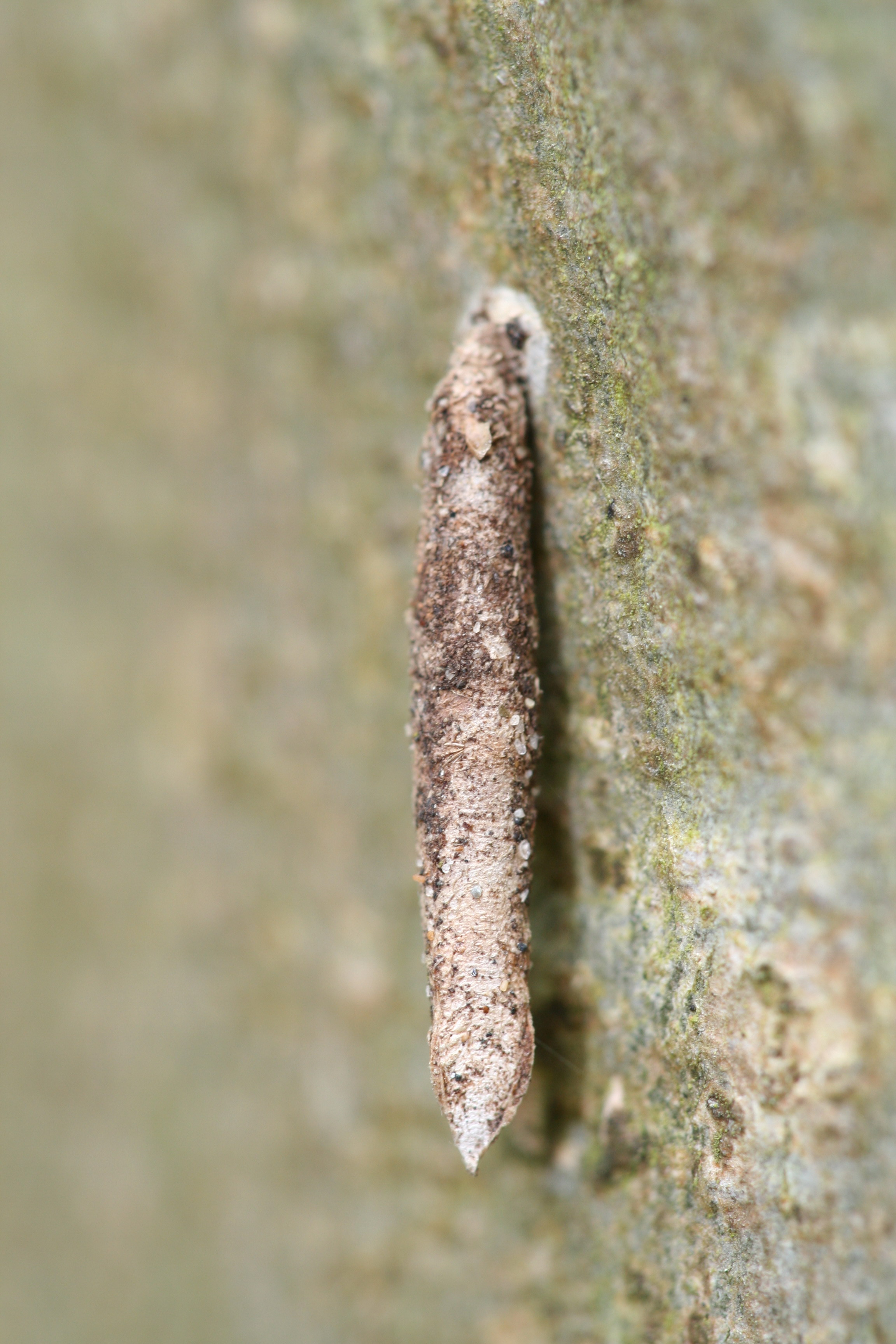
Taleporia tubulosa
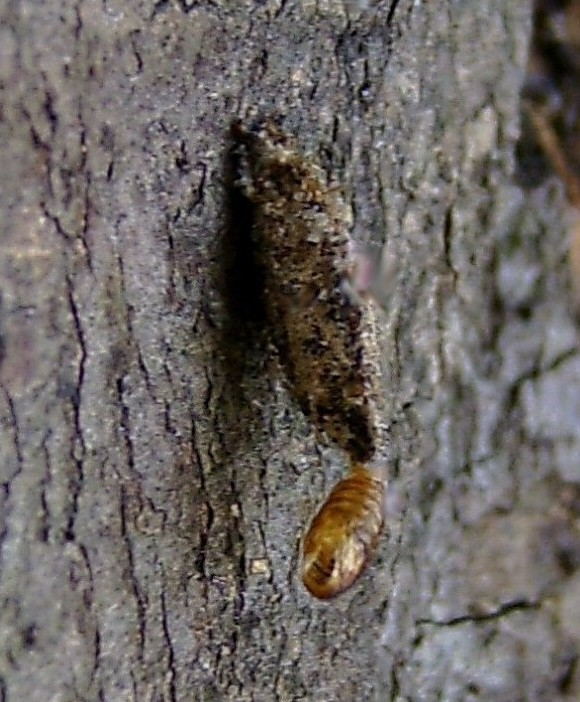
Dahlica triquetrella
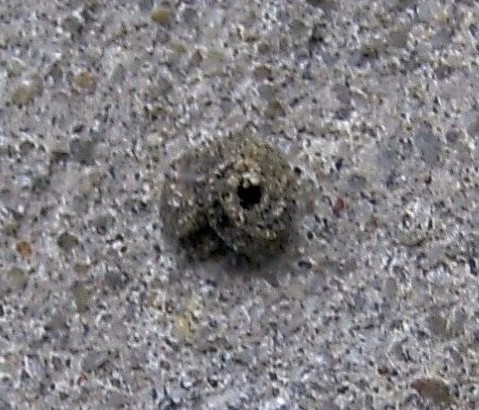
Apterona helicoidella